# Tamara de Sousa
Tamara Alexandrino de Sousa (* 8. September 1993 in Rio de Janeiro) ist eine brasilianische Leichtathletin, die sich auf den Siebenkampf spezialisiert hat. In dieser Disziplin wurde sie in den Jahren 2013 und 2017 Südamerikameisterin.

## Sportliche Laufbahn
Ihre ersten internationalen Meisterschaften waren die Jugendweltmeisterschaften 2009 in Brixen, bei denen sie mit 4522 Punkten den 15. Platz belegte. Ein Jahr darauf gewann sie bei den Jugendsüdamerikameisterschaften in Santiago de Chile mit 5347 Punkten die Goldmedaille. 2011 gewann sie bei den Panamerikanischen Juniorenmeisterschaften in Miramar mit 5477 Punkten und bei den Juniorensüdamerikameisterschaften in Medellín mit 5545 Punkten ebenfalls die Goldmedaille. 2012 gewann sie bei den Ibero-amerikanischen Meisterschaften in Barquisimeto mit 5548 Punkten die Bronzemedaille hinter ihrer Landsfrau Lucimara da Silva und Thaimara Rivas aus Venezuela und anschließend gewann sie auch bei den Juniorenweltmeisterschaften in Barcelona mit 5900 Punkten die Bronzemedaille. Daraufhin gewann sie bei den U23-Südamerikameisterschaften in São Paulo mit 4870 Punkten die Silbermedaille hinter ihrer Landsfrau Vanessa Spínola. 2013 siegte sie mit 5685 Punkten bei den Südamerikameisterschaften in Cartagena und im Jahr darauf belegte sie bei den Südamerikaspielen in Santiago mit 5457 Punkten den fünften Platz, ehe sie bei den Ibero-amerikanischen Meisterschaften in São Paulo mit 1,75 m die Bronzemedaille im Hochsprung hinter ihrer Landsfrau Mónica de Freitas und Betsabé Páez aus Argentinien gewann.
2015 belegte sie bei den Panamerikanischen Spielen in Toronto mit 5542 Punkten den zehnten Platz. Im Jahr darauf nahm sie an den Ibero-amerikanischen Meisterschaften in Rio de Janeiro teil und wurde dort mit 4102 Punkten Siebte. 2017 gewann sie bei den Südamerikameisterschaften in Luque mit 5667 Punkten erneut die Goldmedaille und erhielt damit ein Freilos für die Weltmeisterschaften in London. Dort belegte sie mit 5631 Punkten den 24. Platz. 2021 wurde sie dann bei den Südamerikameisterschaften in Guayaquil mit 5655 Punkten Vierte. 2023 gewann sie bei den Südamerikameisterschaften in São Paulo mit 5314 Punkten die Silbermedaille hinter der Kolumbianerin Martha Araújo und im November gelangte sie bei den Panamerikanischen Spielen in Santiago de Chile mit 4955 Punkten auf den achten Platz. Im Jahr darauf gewann sie bei den Ibero-Amerikanischen Meisterschaften in Cuiabá mit 5617 Punkten die Bronzemedaille hinter der Kolumbianerin Araújo und Lilian Borja aus Mexiko und 2025 siegte sie mit neuem Südamerikarekord von 4294 Punkten im Fünfkampf bei den Hallensüdamerikameisterschaften in Cochabamba. Ende April gewann sie bei den Südamerikameisterschaften in Mar del Plata mit 5525 Punkten die Bronzemedaille im Siebenkampf hinter der Kolumbianerin Martha Araújo und ihrer Landsfrau Roberta dos Santos.
In den Jahren 2013 und 2014 sowie 2017 und 2021 wurde de Sousa brasilianische Meisterin im Siebenkampf.

## Persönliche Bestleistungen
- Hochsprung: 1,85 m, 14. Juni 2014 in São Paulo
- Siebenkampf: 6040 Punkte, 11. Juni 2017 in São Bernardo do Campo
  - Fünfkampf (Halle): 4294 Punkte, 22. Februar 2025 in Cochabamba (Südamerikarekord)